# Дача Нечаева
Дача Нечаева (Дворец графа Новосильцева) — особняк в стиле модерн в Ялте, построенный в 1902 году по проекту архитектора Оскара Вегенера для поручика запаса Юрия Андреевича Нечаева. В настоящее время бывший корпус № 1 (столовая) бывшего противотуберкулезного санатория им. А. П. Чехова. Современный адрес — Ялта, ул. Халтурина, 32. Приказом Министерства культуры и туризма Украины от 25 октября 2010 № 957/0/16-10, охранный № 4724-АР объявлен памятником архитектуры местного значения. Памятник градостроительства и архитектуры регионального значения России.

## Особняк
Существует версия, что участок земли за пределами Ялты (в городскую черту местность включили 15 марта 1896 года) под эту дачу был куплен А. Н. Новосельским 5 марта 1847 года и здание, ориентировочно, возведено в начале 1850-х годов. По другой версии, Юрий Нечаев сам приобрёл участок для строительства после 1897 года. По третьей версии, в 1901 году участок в 2527 квадратных саженей (без построек) был продан Нечаеву хозяином, владельцем ялтинской типографии «Труд», Самуилом Моисеевичем Ятовцом и, по четвёртой — Нечаев получил обширные угодья в Ялте, как наследник богатых семейств Нечаевых, Новосильцевых, князей Вяземских, также унаследовав достаточно большое состояние. Немалые средства позволили ему пригласить дорогого архитектора Вегенера и построить «один из самых больших и лучших домов Ялты, и по постройке, и по внутреннему убранству…». В 1902 году особняк на улице Барятинской в стиле модерн с преобладанием элементов рококо, украшенный пышной лепниной, с мраморной лестницей на второй этаж, несколькими красивейшими каминами и изразцовыми печами, с выложенным метлахской плиткой полом, не уступавший пр роскоши отделки великокняжеским имениям Южного берега, был закончен

## Владельцы
Георгий (Юрий) Андреевич Нечаев (22 марта (3 апреля) 1865 года, Ницца — 11 (24) июня 1904, Ялта), сын потомственного дворянина Екатеринославской и Симбирской губерний, полковника лейб-гвардии Гусарского полка, Андрея Глебовича Нечаева и Зинаиды Николаевны Вяземской княжеского, из рода Рюриковичей; представитель (по боковой линии) старинного орловского дворянского рода Новосильцевых (Новосильцовых). Родился в Ницце, в пору пребывания отца в составе Императорской Российской Миссии в Риме, имел младшего брата Бориса (1869 года рождения), о котором ничего не известно. В 1871 году Андрей Глебович скоропостижно, в возрасте 36 лет, умирает, а после смерти матери в 1894 году становится наследником 23200 десятин земли в Екатеринославской, Симбирской и Орловской губерниях. К этому времени Юрий Нечаев окончил Петербургский пажеский корпус и служил в кавалергардском полку. В 1897 году Нечаев женится по любви на красивой молодой цыганке, хорошо воспитанной и образованной потомственной петербурженке, дочери артистов-цыган, Ольге (Гликерии) Алексеевне Мосальской. Воспоминания о «тёте Леле» оставил её племянник Константин Веригин
…Хрупкая и женственная, она воплощала в себе необычайное очарование; сдержанная красота вещей и строгий уклад жизни, окружавшие её, как-то ещё больше подчеркивали и оттеняли её шарм. Врожденный вкус её был безукоризненным, и, обладая крупными средствами, она легко могла осуществлять большую часть своих желаний. Тетя Леля в те далекие времена была всегда полна милого задора, веселости, юмора, и добрая улыбка не сходила с её лица. Для удачной жизни детство должно быть овеяно светлой и доброй феей, и такой светлой феей в моей судьбе была именно тетя Леля…
 В результате мезальянса Юрий Нечаев был вынужден оставить военную службу и посвятил себя семье. Когда был достроен особняк, супруги проводили лето в Ялте, а зиму и весну — в орловском имении в селе Воин. Юрий Андреевич Нечаев коллекционировал старопечатные книги, антиквариат, картины русской и западноевропейской живописи. Семейное счастье украшенное рождением 4 детей (Зинаида, 12 (25) марта 1900 года рождения, Андрей 28 июля (10 августа) 1901 года, Борис 11 (24) декабря 1902 и Олег 1904 года рождения), в ялтинском дворце длилось всего два года: в 1904 году, в возрасте 39 лет, Юрий Нечаев неожиданно умирает.

Через 3 года, в 1907 году, Ольга (Гликерия) Алексеевна вышла замуж за подъесаула 28 Донского казачьего полка Антона Антоновича Новосильцова, 29 лет от роду, сына генерал-лейтенанта Антона Васильевича Новосильцова, братом первого супруга в 4-м колене, но спустя Антон Антонович умирает от тифа. Ещё через год Ольга снова выходит замуж за Юрия Антоновича Новосильцева, подъесаула в запасе по Донскому Казачьему войску, родного брата второго мужа. С третьим мужем Ольга Алексеевна родила четырёх дочерей — Татьяну, Ирину, Ольгу и Киру. Юрий Антонович обладал тяжёлым характером, не по-доброму относился к детям жены от первого брака, даже менял в вестибюле особняка гербы Нечаевых на гербы Новосильцовых.

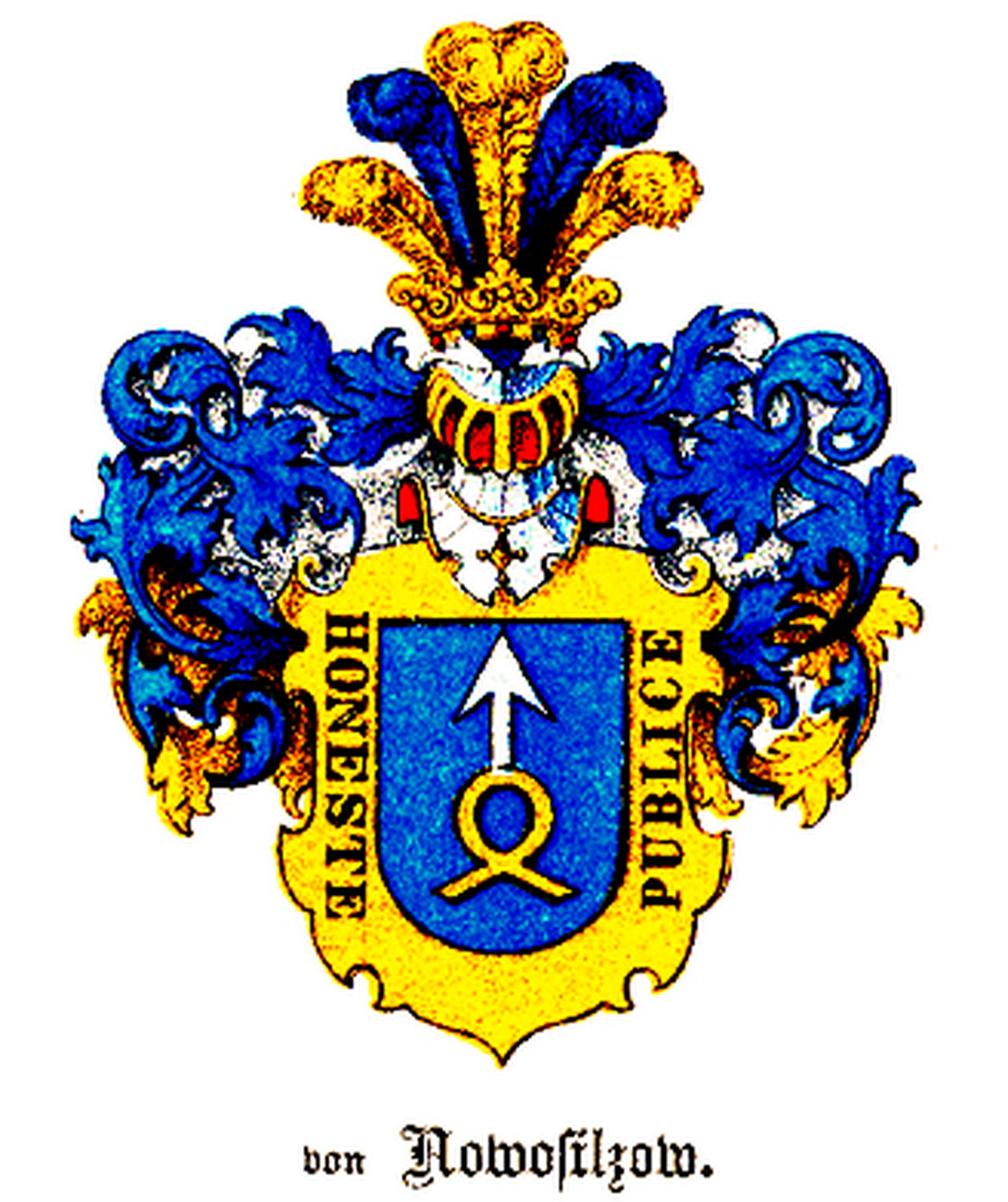
Герб Новосильцевых.
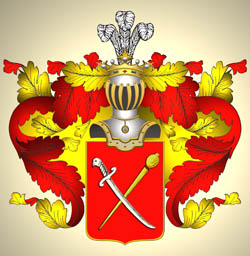
Герб Нечаевых.
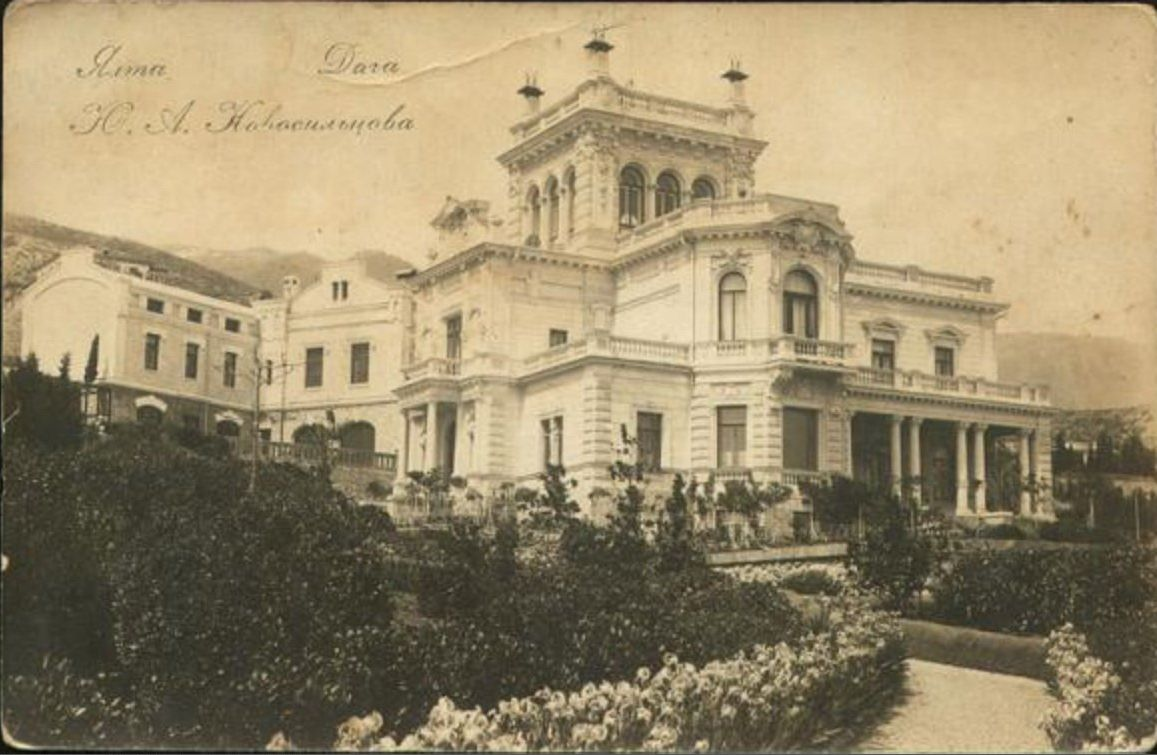
Дача Ю. А. Новосильцова, 1910-е г.
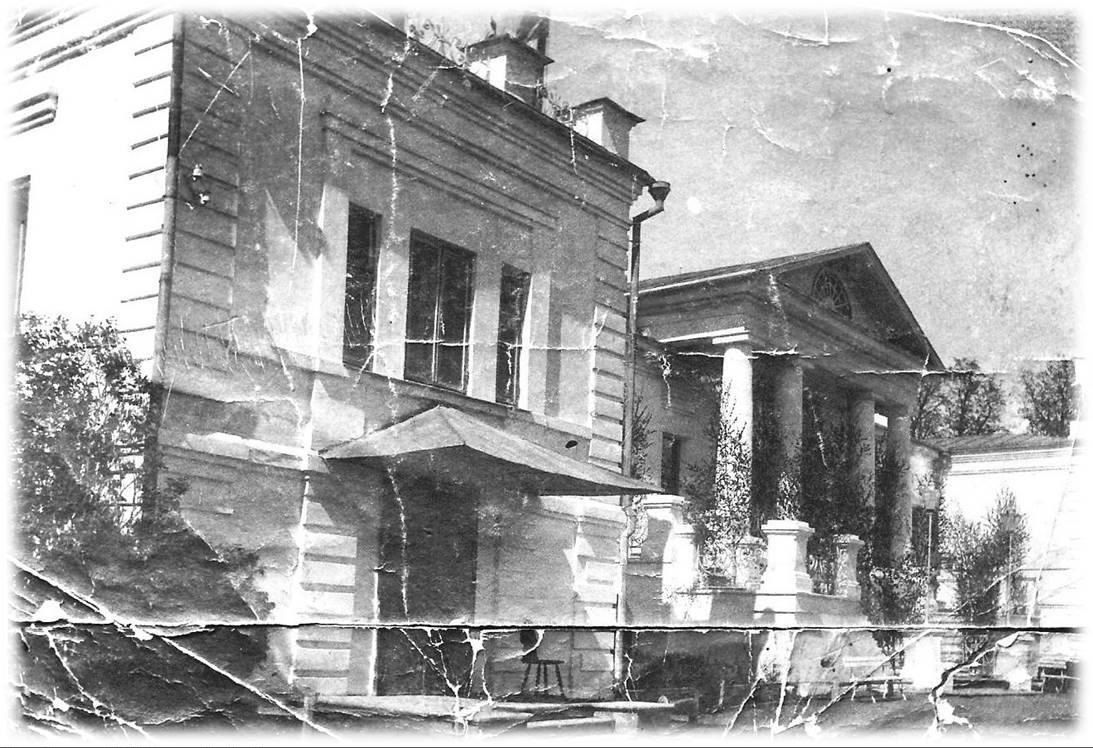
Усадьба Новосильцевых в селе Воин, около 1910 г.
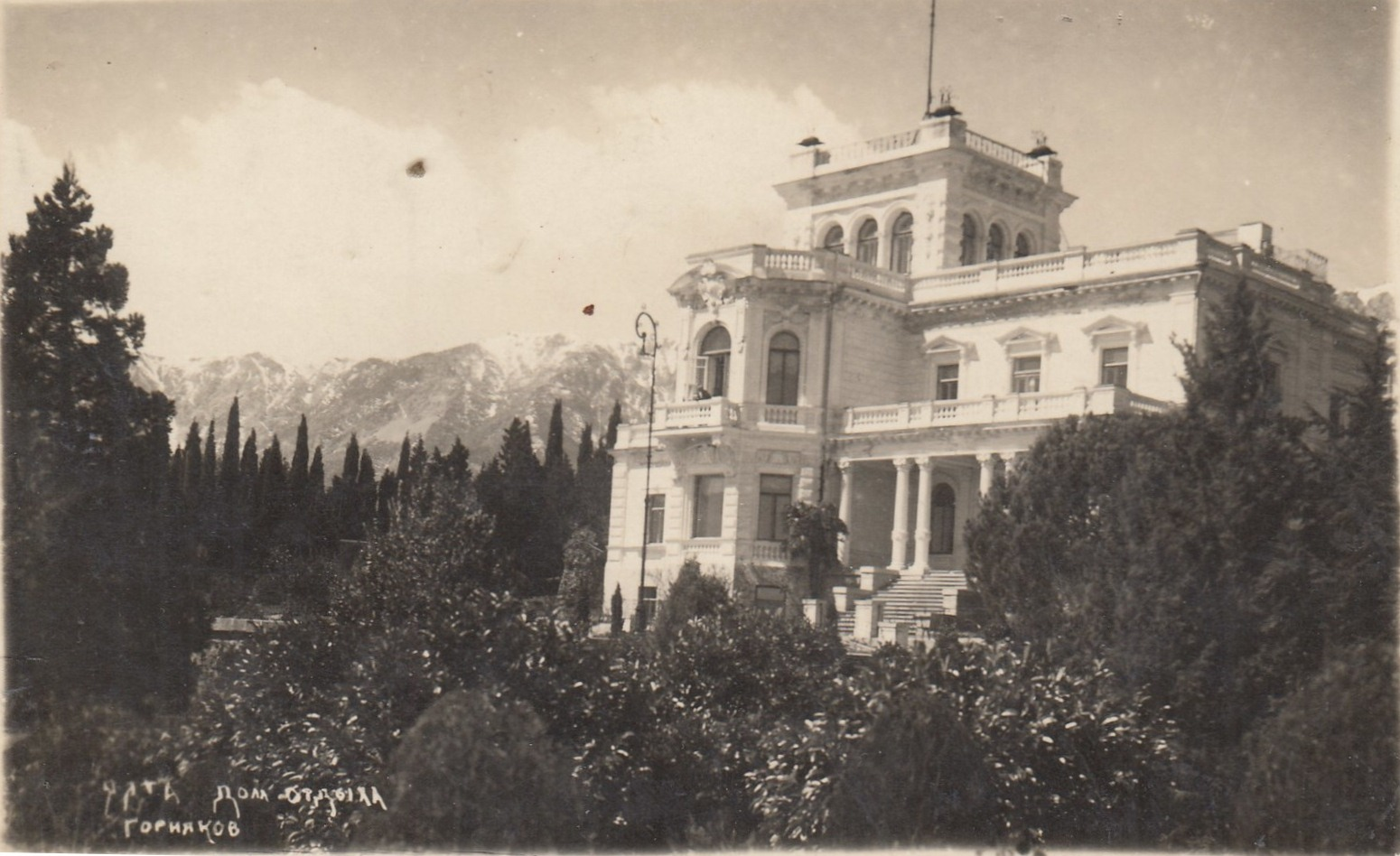
Дом отдыха горняков, 1928 г.
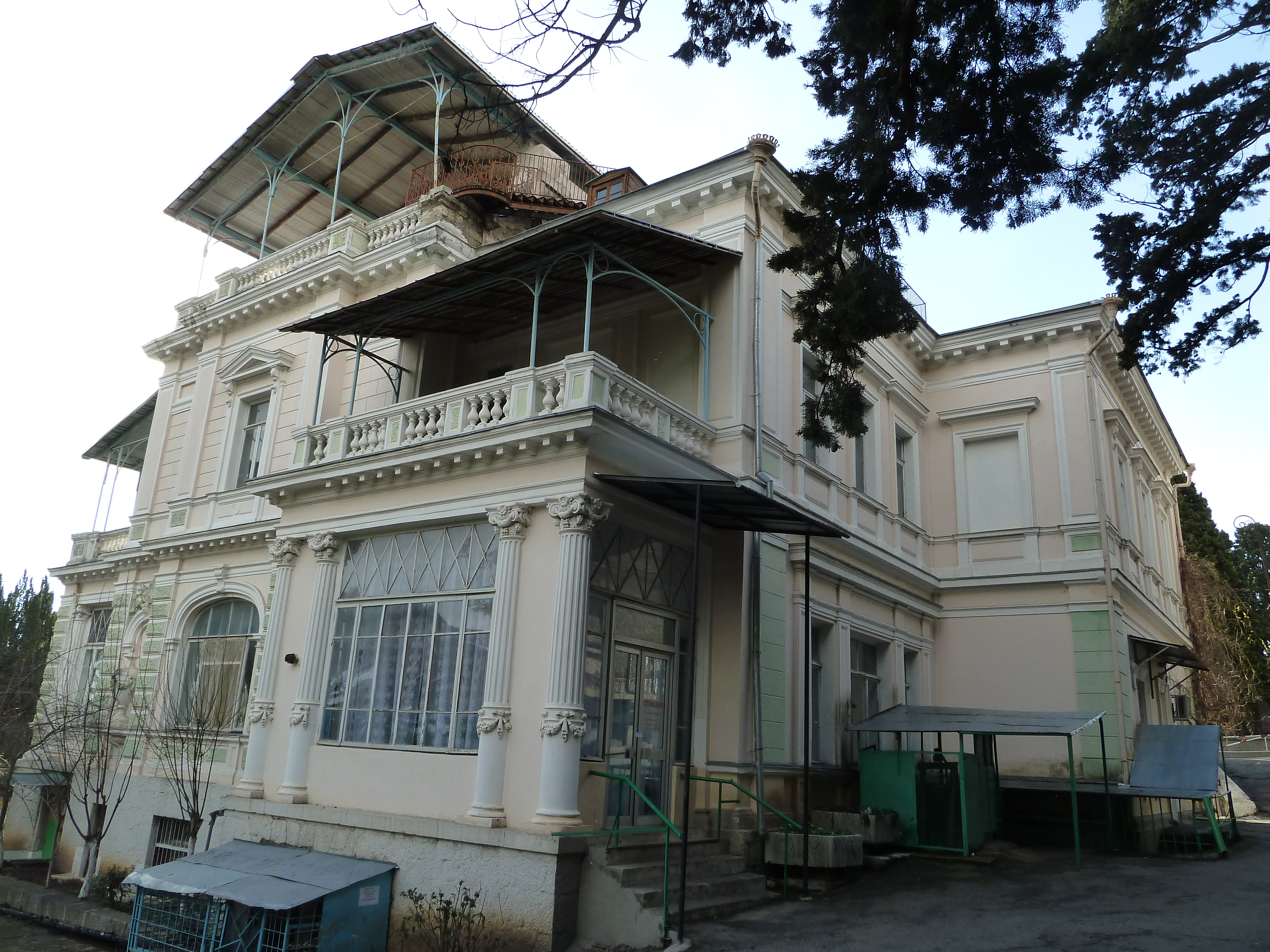
Современный вид в 1915 г.

## После революции
В годы Гражданской войны Юрий Антонович Новосильцов участвовал в белом движении — воевал в составе Вооружённых сил Юга России. В 1920 году он с семьёй эмигрирует на Мальту, поэже переселяются на территорию будущей Югославии. Гликерия Алексеевна Нечаева-Новосильцева умерла в 1951 году в Белграде, где и похоронена.
16 декабря 1920 года приказом председателя Революционного комитета Крыма были изъяты «из частного владения как разных ведомств, так и частных лиц все имения Южного берега Крыма в районе от Судака до Севастополя включительно» и передавались в ведение специально созданного Управления Южсовхоза. В 1922 году в экспроприированной усадьбе «Южкрымкуруправление», под руководством, Д. И. Ульянова, устроило дом отдыха профсоюза горняков, позже перепрофилированный в противотуберкулезный. В 1934 году здравницу переподчиняют Санаторно-курортному объединению ВЦСПС под названием «санаторий им. Артёма». По другим данным санаторием им. Артема дача стала в 1925 году. Довоенный санаторий был рассчитан на 160 койко-мест и, кроме бывшего дома Нечаева (корпус № 6), в котором располагалась лечебная база и столовая, занимал также расположенные рядом здания бывших имений Самуила Моисеевича Ятовца (ныне ул. Халтурина, 32, корпус № 3, литер «В», памятник архитектуры регионального значения) и Александра Митрофановича Остроумова (также памятник архитектуры регионального значения). В 1957 году санатории «Яузлар» и им. Артема объединются в противотуберкулезный санаторий им. А. П. Чехова, на первом этаже бывшей дачи располагалась столовая № 1. Санаторий им. А. П. Чехова ликвидирован в сентябре 2021 года.